# Lõõdla järv
Het Lõõdla järv (Lõõdlameer, ook wel Leedla järv, Lõõdva järv of Leedva järv, Duits: Lidla-See) is een meer in de gemeente Võru vald in de Estlandse provincie Võrumaa.

## Geografie
Het meer is langgerekt (3,75 km lang en 510 m breed). De plaatsen rond het meer zijn vanuit het noordwesten met de wijzers van de klok mee Lümatu, Hargi, Majala, Haava, Liiva en Vaabina. Het meer en de oevers vormen een beschermd natuurgebied, het Lõõdla järve hoiuala. Bestuurlijk valt het grootste deel van het meer onder Liiva, een klein deel aan de oostkant valt onder Majala.
Het westelijk deel van het meer wordt wel Luhaotsa järv genoemd en het oostelijk deel Haava järv (naar de plaats Haava). In het meer liggen twee eilandjes.
De rivier Antsla ontspringt aan het meer.

## Fauna
Het meer is beschermd vanwege het voorkomen van twee in Estland zeldzame soorten, de kleine modderkruiper en de grote modderkruiper. Andere vissen in het meer zijn brasem, voorn, baars, snoekbaars, snoek en paling.

## Geschiedenis
Het meer werd in 1627 voor het eerst genoemd onder de naam Ledtla. Op 17e-eeuwse kaarten komt het ook wel voor als Mahella Lacy naar de plaats Majala.